# Collessimyia nigricornis
Collessimyia nigricornis är en tvåvingeart som beskrevs av Spencer 1986. Collessimyia nigricornis ingår i släktet Collessimyia och familjen fritflugor. Inga underarter finns listade i Catalogue of Life.